# 이흐산 옥타이 아나르
이흐산 옥타이 아나르(튀르키예어: İhsan Oktay Anar, 1960년~)은 터키 공화국의 작가, 삽화가, 번역가이자 대학 교수이다. 요즈가트 출생이다. 주로 소설가로 명성을 얻었으며, 터키에서는 노벨 문학상 수상자인 오르한 파묵과 더불어 널리 읽히고 사랑받는 국민작가이다. 최근 튀르키예에서 '20세기 최고의 터키 소설가 40인'에 선정되었다.
아나르는 1995년 처음 소설 《안개 낀 대륙의 아틀라스》(튀르키예어: Puslu Kıtalar Atlası)을 출판하여 작가 활동을 시작했다. 그는 자신의 소설에 오스만 제국에 관한 역사적 사실과 소문을 섞고, 동화 같은 서술 방식을 사용하여 환상적인 분위기를 자아내는 기법을 사용한다. 작품에서 등장하는 다양하고 개성 있는 인물들과 환상적인 플롯에 철학적 근거를 부여하는 것으로도 유명하다. 종종 초자연적인 요소를 작품에 넣고, 터키의 민속 문학과 문화를 참조하기도 한다. 아나르가 신화나 역사적인 경전들을 참조하며 오스만적이고 민속적인 용어를 작품에서 사용하는 것도 자주 볼 수 있다.
아나르는 매 작품마다 '우준 이흐산(튀르키예어: Uzun İhsan, 키 큰 이흐산)'이라는 인물을 작품에 넣는데, 이 인물은 이흐산 자신을 지칭하는 것이다. 실제로 아나르는 키가 190cm이 넘는다.

## 작품 목록
- Puslu Kıtalar Atlası(1995) : 번역본 존재; 이난아 역, 《안개 낀 대륙의 아틀라스》, 문학동네, 2007.
- Kitab-ül Hiyel(1996)(《기계의 서》)
- Efrasiyab`ın Hikayeleri(1998) : 번역본 존재; 이난아 역, 《에프라시압 이야기》, 문학동네, 2009.
- Amat(2005)(《아마트》)
- Suskunlar(2007)(《말 없는 사람들》)